# Metternich-sztélé
A Metternich-sztélé egy ókori egyiptomi sztélé a XXX. dinasztiabeli II. Nektanebó (Nahthórheb) fáraó korából, i. e. 380–342 között készült. Lelőhelye ismeretlen, ma a New York-i Metropolitan Museum of Art egyiptomi gyűjteményének része.

## Története
A sztélé egy Hórusz cippusai, más néven A krokodilon álló Hórusz sztéléi nevű sztélécsoport tagja. Ezeket a sztéléket veszélyes állatok, például kígyók és krokodilok elleni védelemül készítették. A Metternich-sztélé az egyik legnagyobb és legteljesebb.
Egy elmélet szerint a II. Nektanebó korában élt Eszatum nevű pap a Mnevisz-bika héliopoliszi temetkezési helyére utazott, ahol érdekes feliratokat vett észre, melyeket egy nagy kőre vésetett. Ebből alakították ki a sztélét, ami sokáig itt állt, majd miután Nagy Sándor legyőzte a perzsákat, Alexandriába vitték. Ezután kétezer évre eltűnt, majd egy ferences rendi kolostorban történt ásatás során felfedezték egy falban. 1828-ban Klemens Wenzel Lothar von Metternich megmutatta Mohamed 'Ali pasának, Egyiptom uralkodójának, ezután sokáig a Metternich család birtokában volt, majd a Metropolitan Museum megvásárolta.

## Jellemzői
A sztélé finom szemcséjű, kemény, szürkészöld homokkőből készült, egy darabból faragták ki magát a lekerekített tetejű sztélét és szélesebb talapzatát. Magassága kicsivel kevesebb, mint egy méter, szélessége 33,66 cm. Nagyrészt épen maradt fenn, pár apró töréssel.
Tetején Ré látható napkorong alakjában, mindkét oldalán négy pávián. Tőlük balra Thot ábrázolása, jobbra II. Nektanebó hajol meg Ré felé. Ez alatt öt sor hieroglifa látható. Alatta egy bemélyesztett fülkében a Hórusz-gyermek látható, amint krokodilokon áll, feje felett Bész arca. Hórusz mindkét kezében kígyót és skorpiót tart, emellett egyik kezében oroszlánt, a másikban gazellát. Jobbra tőle Thot, balra Ré-Harahti és Ízisz áll, mindhárman kígyókon. A jelenetet balról Nehbet, Felső-Egyiptom keselyűistennőjének, jobbról Uadzsetnek, Alsó-Egyiptom kobraistennőjének standardja veszi közre. Az istenek felett „Hórusz szemei”, a Nap és a Hold láthatóak.
A főszöveg a sztélé többi részét foglalja el (a két oldalára és a talapzatra is véstek), vízszintes és függőleges sorokban is. A szövegek olyan történeteket mondanak el, melyekben az istenek különféle veszélyes állatokkal találkoznak; ezen kívül varázsigék is szerepelnek rajta kígyómarás, skorpiócsípés és egyéb állatokkal kapcsolatos betegségek ellen. A sztélé funkciója az volt, hogy a ráöntött, majd összegyűjtött vizet megitatták a szenvedő emberrel, miközben a sztélére írt varázsszövegeket papok recitálják. A beteg így azonosult a gyermek Hórusszal, akit egy mítosz szerint kígyó mart meg, de anyja, Ízisz meggyógyította.

## A főszöveg

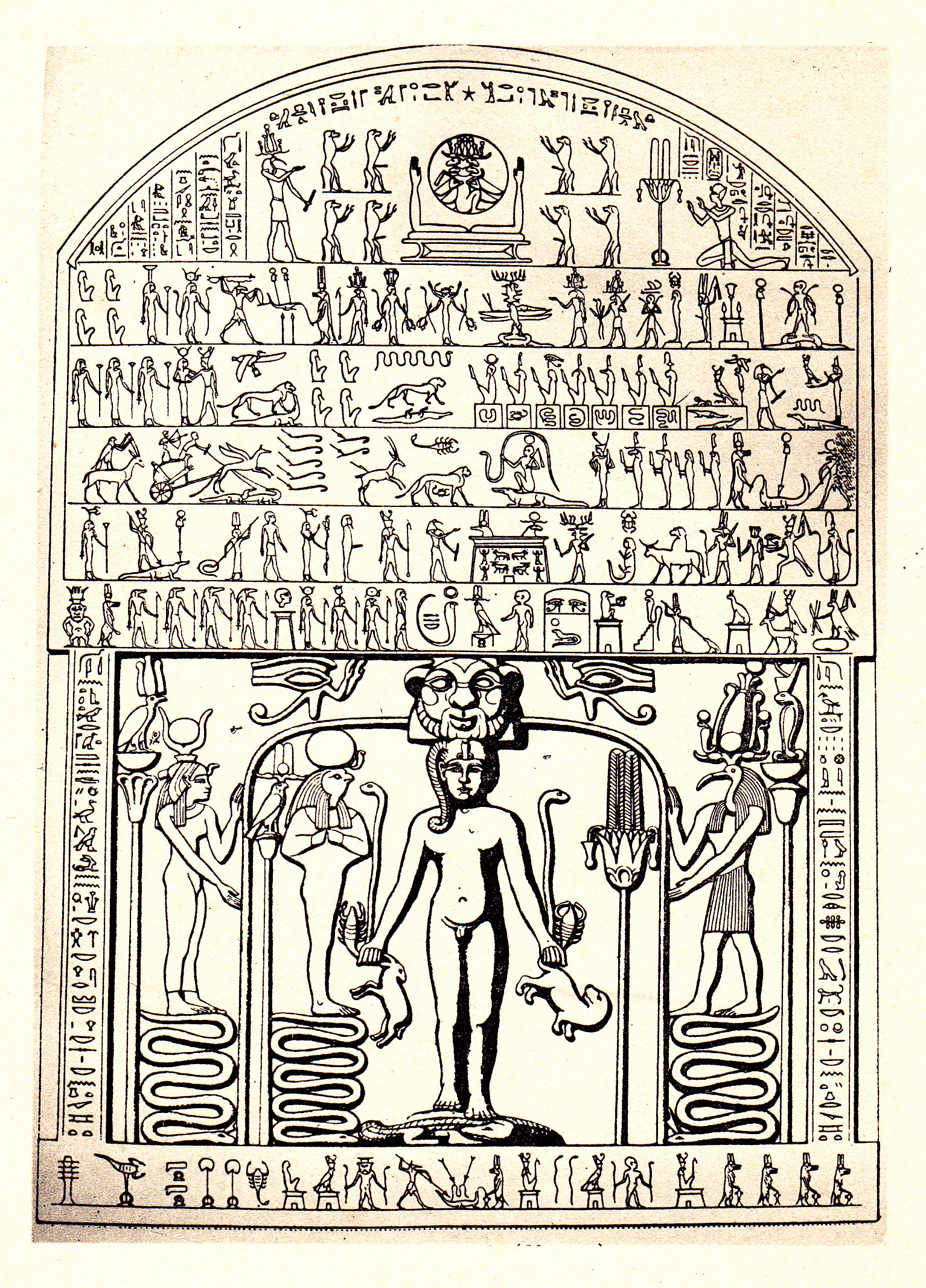
A sztéléről készült rajz

Az első pár varázsszöveg hüllőkkel és más ártalmas lényekkel kapcsolatos. Apóphisz kígyódémont a varázsszöveg lefejezi és elégeti. Ennek a varázsszövegnek a második fele hányásra kényszerítette a kígyót; miközben ezt a részt recitálta a pap, a beteg is hányt, hogy megszabaduljon a méregtől. A második varázsszöveg egy macskához szól. A macskaistennő képes mindenféle mérget legyőzni. A szöveg Rét is kéri, hogy segítsen a macskának.
A szöveg nagy része mitikus történeteket ír le, melyek mérgezésről és gyógyulásról szólnak. A leghíresebb, Ízisz és a hét skorpió története a sztélé legnagyobb részét elfoglalja, ezt idézték a leggyakrabban mérgek, marások elleni gyógyító szövegként.
Ez Ízisz éjszakai útjáról szól hét skorpió társaságában. Mikor egy városba értek a Nílus-deltában és szállást kerestek, egy gazdag nő nem engedte be őket, a szegény lány viszont szállást adott nekik kunyhójában. A skorpiók a gazdag nőt megbüntették: hetük mérgét összegyűjtötték egyikük fullánkjába, amivel aztán megmarták a gazdag nő kisfiát. Az anya kétségbeesetten kért segítséget a városlakóktól, de senki nem segített. Ízisz végól megsajnálta és meggyógyította a gyermeket.
Az Ozirisz-mítosz szerint miután Oziriszt megölte Széth, Ízisz megszülte fiát, Hóruszt. Széth őt is el akarta pusztítani, mint az apját, ezért megmérgeztette a gyermeket egy skorpióval. A Metternich-sztélén szereplő mágikus szöveg Hórusz megmérgezésénél kezdődik. Ízisz Ré segítségét kérte, Ré pedig elküldte Thotot, aki feltámasztotta a gyermeket. Hórusz felnőtt és harcolt Széthtel, aki kitépte Hórusz szemét. Így Széth újra az élők ura lett. Ízisz ezt nem tűrhette, álruhában elment Széthhez és megkérdezte, mit érdemel az, aki elvett valamit az ő fiától. Széth azt mondta, vissza kell, hogy adja. Mikor Ízisz leleplezte magát, Széth vissza akarta vonni a szavát, de Ré tanúja volt az eseménynek és Hóruszt tette az élők urává.

## Külső hivatkozások
- Metropolitan Museum of Art, The Metternich Stela